# Hotel Infante Sagres
O Hotel Infante Sagres está acomodado num edifício histórico datado dos anos 50, mandado construir pelo comendador Delfim Ferreira com projeto da do arquiteto Rogério de Azevedo, podendo ser considerado um exemplo da fase de transição para o modernismo no Porto.

## Descrição
[carece de fontes?][parcial?] 
Este hotel butique encontra-se na lista Small Luxury Hotels of the World, uma selecção certificada dos mais requintados e luxuosos hotéis no Mundo.
[carece de fontes?][parcial?] 
O Hotel fica mesmo no coração da cidade do Porto, perto da Avenida dos Aliados, da Câmara Municipal, da área comercial e de lazer nocturno, da zona da Ribeira, Património Mundial da UNESCO, de monumentos como a Torre dos Clérigos, a Sé ou a Ponte D. Luís e, portanto, muito perto do Rio Douro.
Este hotel contribui em muito para o reconhecimento da hotelaria Portuguesa visto já ter hospedado várias personalidades reconhecidas internacionalmente como o Dalai Lama, os Reis da Noruega, a Rainha Beatriz da Holanda, Bob Dylan, Catherine Deneuve, o Príncipe Eduardo de Inglaterra, John Malkovich e mais recentemente, em 2010, os U2.
A tradição gastronómica portuguesa é a eleita para o restaurante do hotel designado Boca do Lobo, nome que homenageia a marca de mobiliário responsável pela decoração do hotel.
O hotel acompanha as tendências mundiais albergando igualmente um spa que tem como influências o Oriente.

## História
O hotel foi inaugurado em 1951. Foi o primeiro hotel de luxo da cidade do Porto.
Em 2016, foi adquirido pela empresa The Fladgate Partnership. The Fladgate Partnership é proprietário das casas de vinho do Porto Taylor's, Fonseca, Croft e Krohn e dos hotéis o The Yeatman e o The Vintage House.

### Requalificação e ampliação em 2018
Entre novembro de 2017 e abril de 2018, o hotel esteve encerrado para obras. Após os trabalhos passou a ter uma piscina no terraço, mais 15 quartos e um Vogue Café. Foram investidos 7,5 milhões de euros e a autoria do projeto foi do arquiteto portuense António Teixeira Lopes, de 85 anos, discípulo do mestre Rogério Azevedo, autor do projeto original.
Após a reabertura, o Infante de Sagres tem 21 suítes e 64 quartos.
Em termos de classificação, o hotel trocou as suas cinco estrelas pela insígnia Tradition & Luxury Hotel.